# 尼克拉斯·托爾
尼克拉斯·托爾（德語：Niklas Tauer；2001年2月17日—）是一位德國足球運動員，在場上的位置是防守中場。現時被德甲球隊美因茨05外借至德乙球隊布倫瑞克。